# Choi Oh-baek
Đây là một tên người Triều Tiên, họ là Choi.
Choi Oh-baek (tiếng Hàn: 최오백; sinh ngày 20 tháng 3 năm 1992) là một cầu thủ bóng đá Hàn Quốc thi đấu ở vị trí tiền vệ chạy cánh cho Seoul E-Land.

## Sự nghiệp
Anh gia nhập Seoul E-Land FC năm 2015.